# 依水园
34°41′8.254″N 135°50′15.216″E / 34.68562611°N 135.83756000°E
依水园（日文：いすいえん）是位于日本奈良县奈良市的一座池泉回游式庭院（日本庭园），被列为国家级名胜 。 

## 简介
依水园分为前园和后园两个区域，每个区域展现出不同的景观。 前园于宽文12年（1673）由从事制作、贩卖晒的大商人清须美道清所建，同时有一座茶寮“三秀亭”。后园是明治时代的商人关藤次郎所建的池泉回游式庭院，该园由里千家第十二世又妙斋设计。 因其位置独到，依水园的建造也借景了东大寺南大门、若草山。前后两园都从大和川的吉城川支流取水。 1939年，曾以海运业发家的中村家购得此地，并将其整修为前后两园相连的布局。1969年，为展示中村家收藏的艺术品，建成了宁乐美术馆并向公众开放。 
关于依水园名字的起源，有各种各样的说法，有说是因庭院依傍吉城川而得名，有一说是花园中的池塘来自于草书中水字的形状，也有说来自于杜甫的诗句“名园依绿水”。目前没有定论。 

## 园内建筑物
- 三秀亭[4]
- 挺秀轩
- 柳生堂
- 氷心亭
- 清秀庵
- 宁乐美术馆

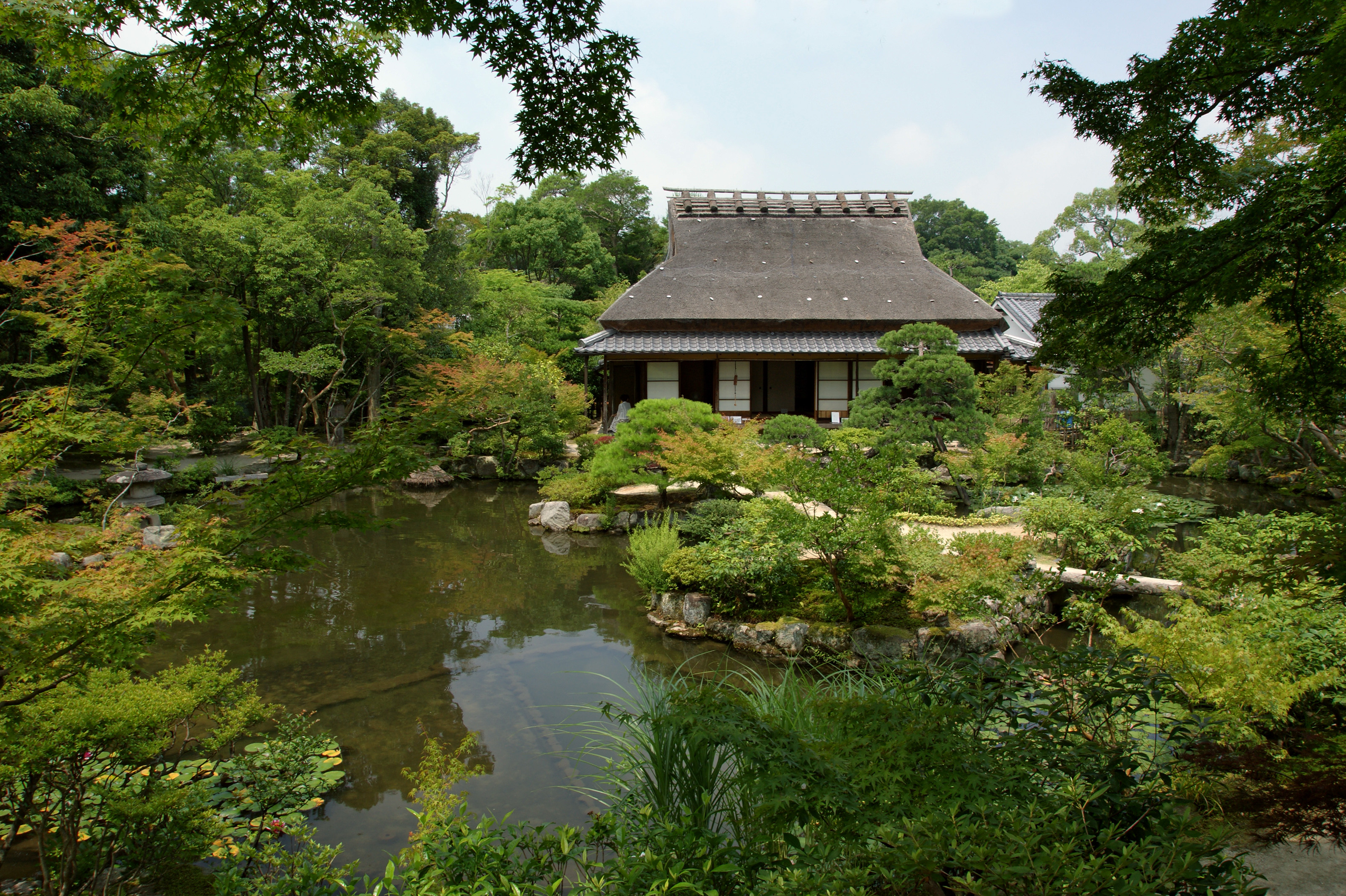
前园、三秀亭
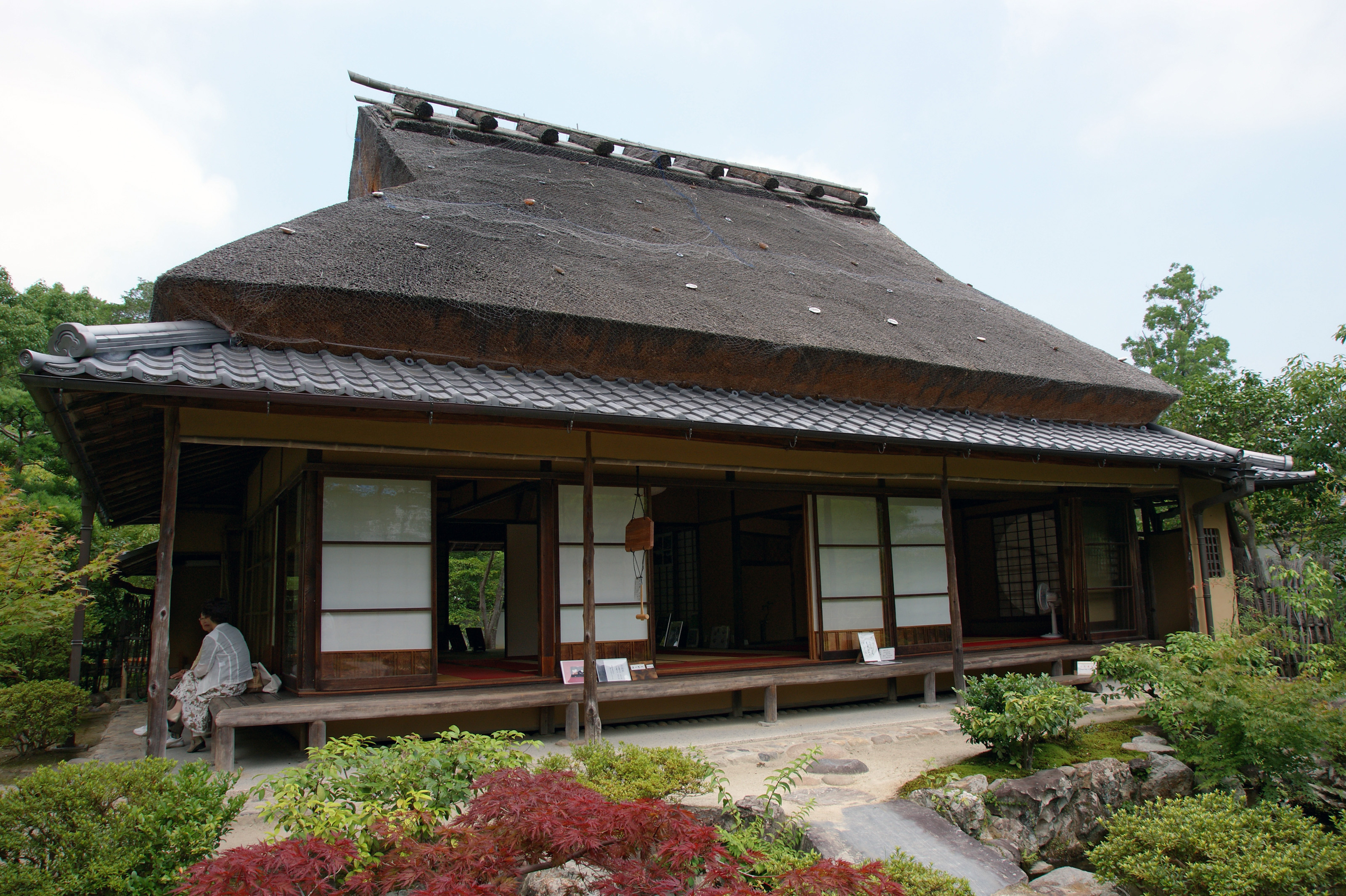
三秀亭
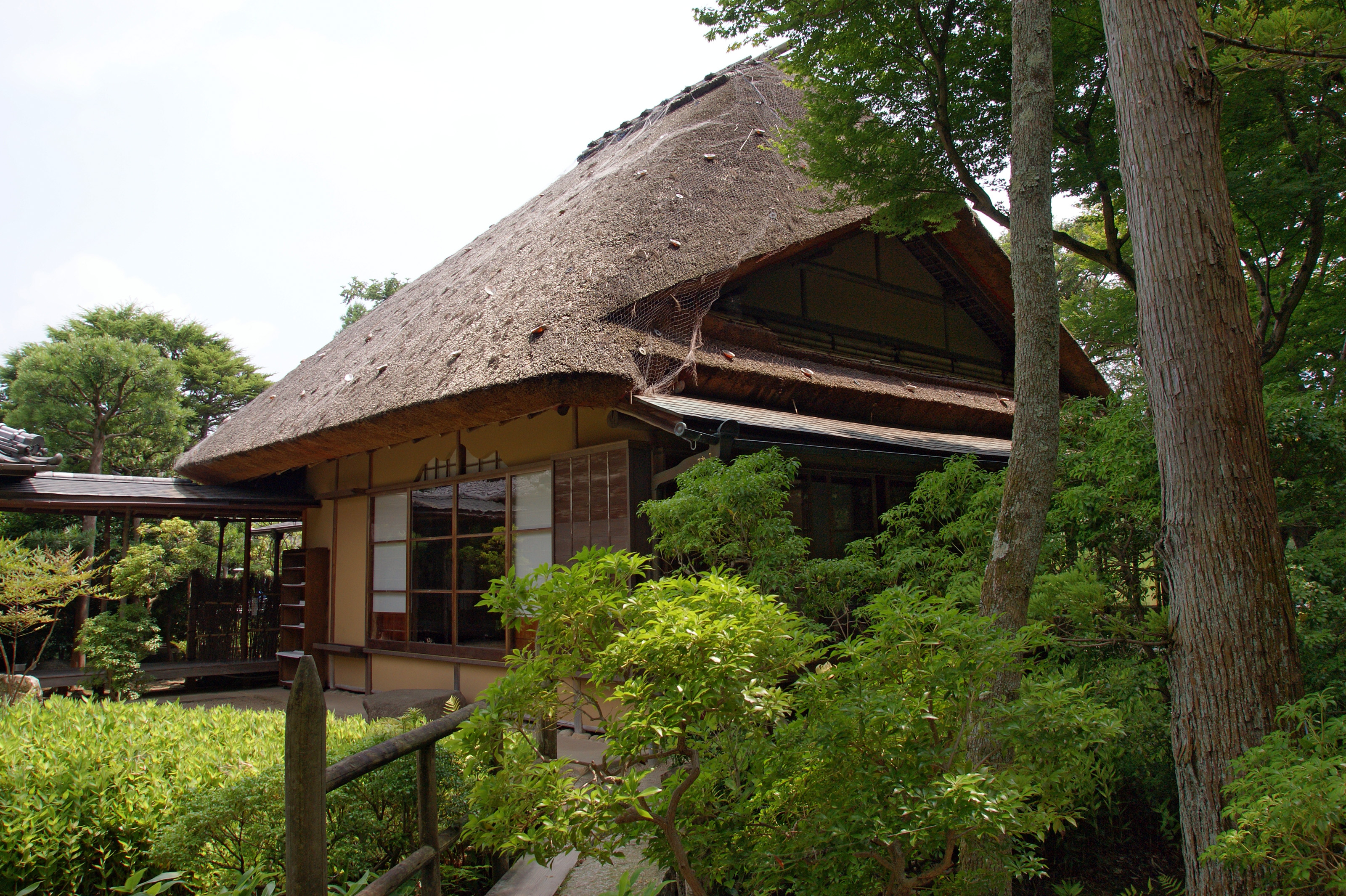
氷心亭
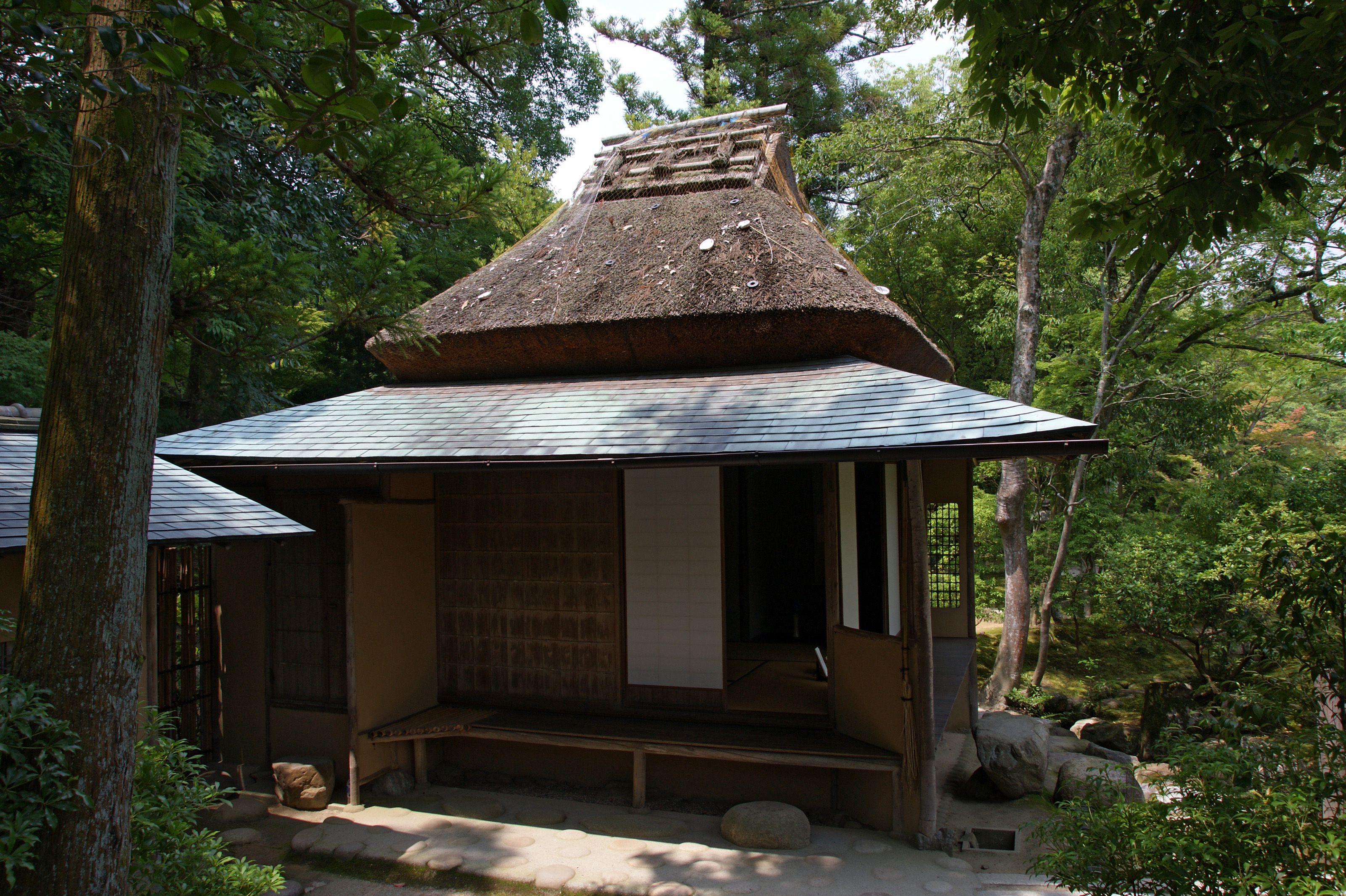
清秀庵
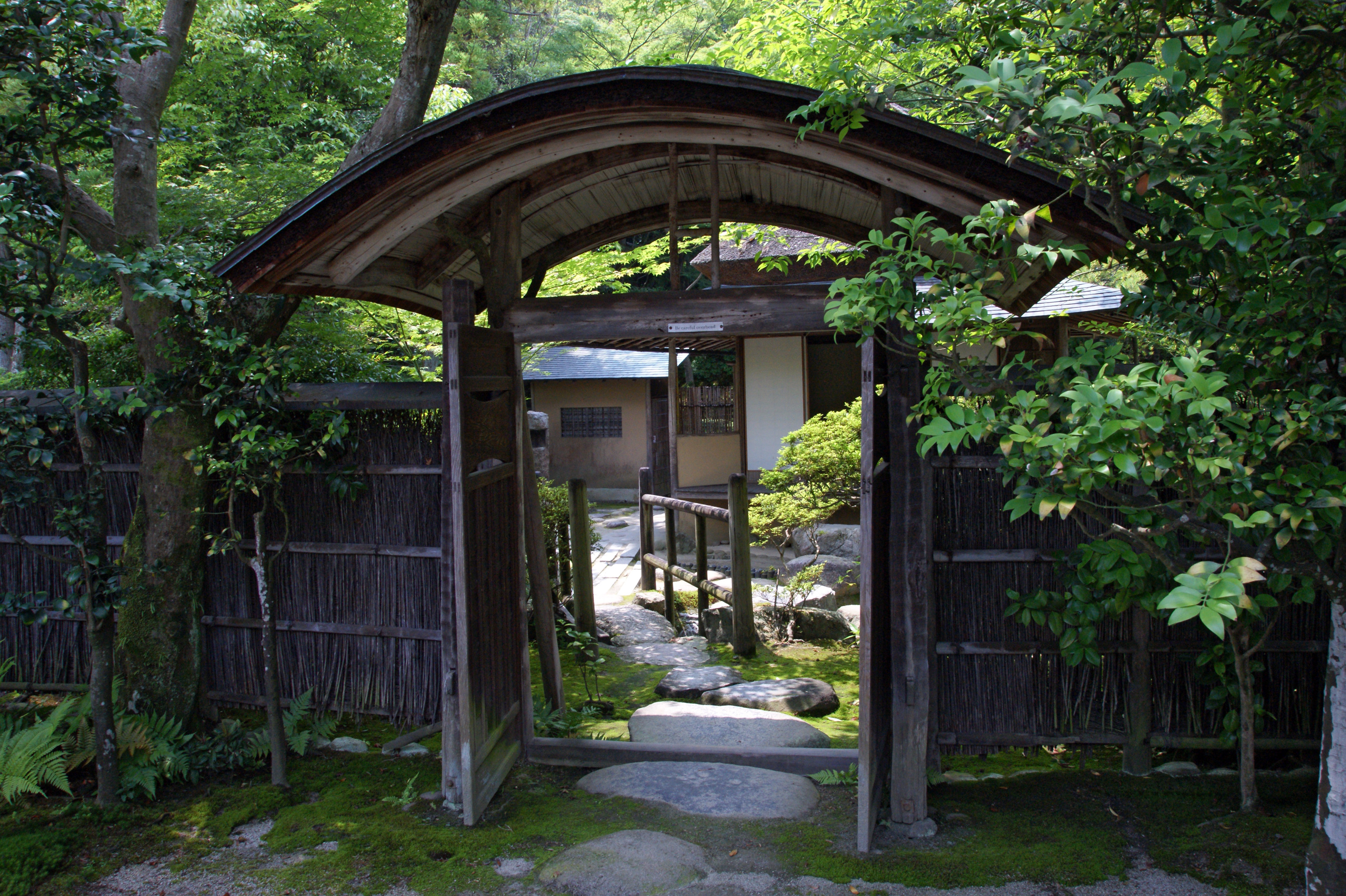
挺秀轩
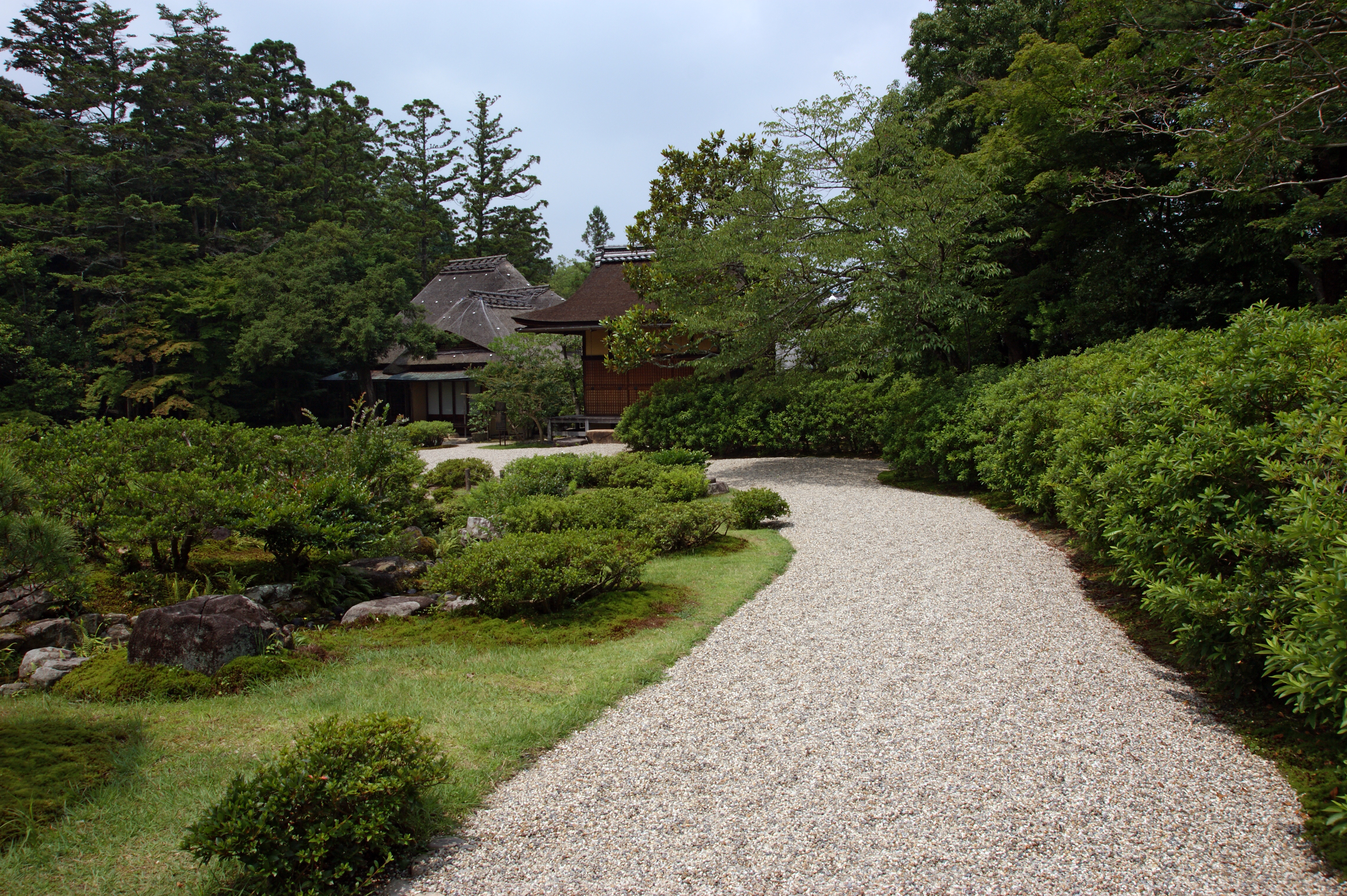
后园、柳生堂
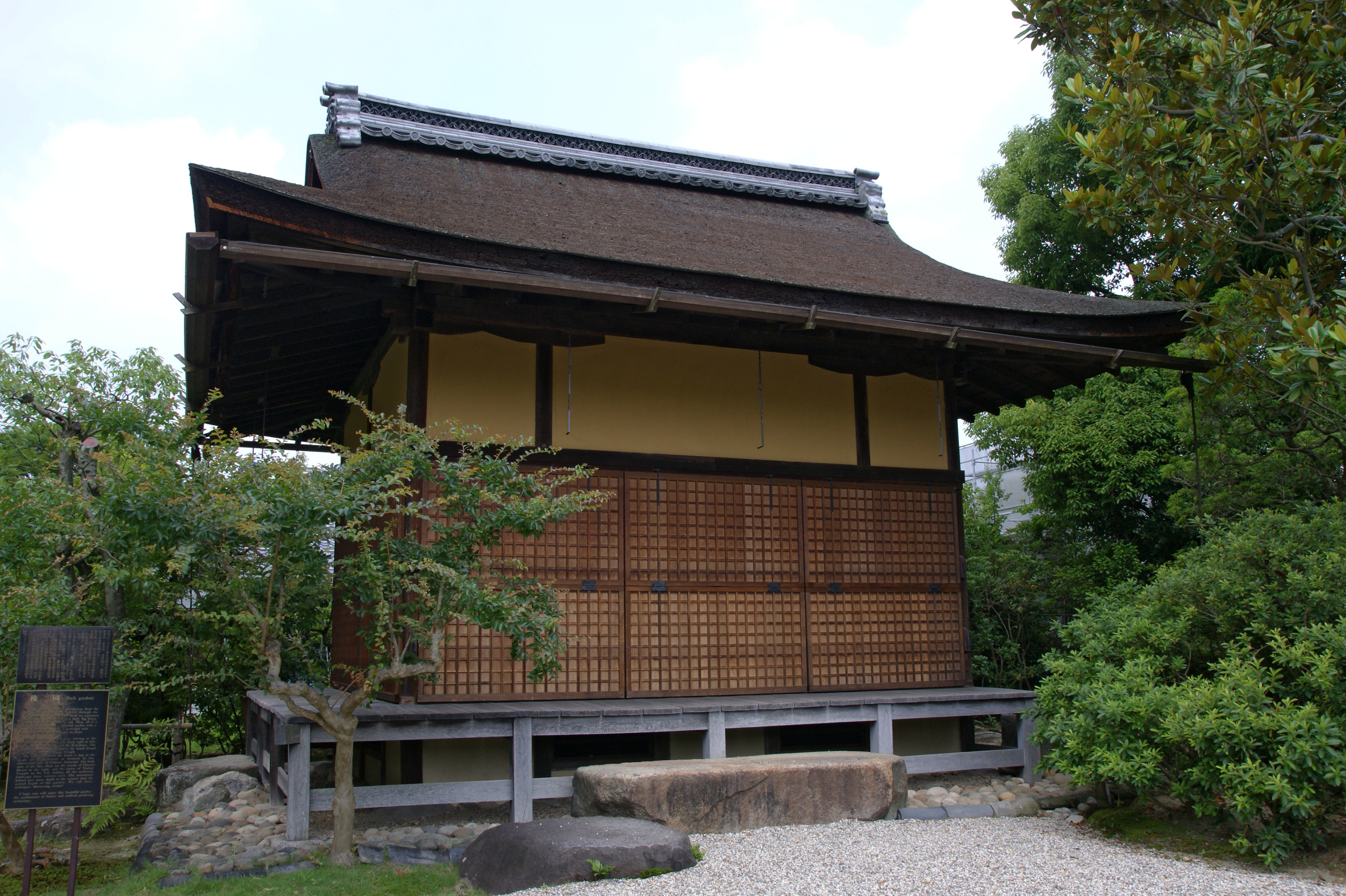
柳生堂
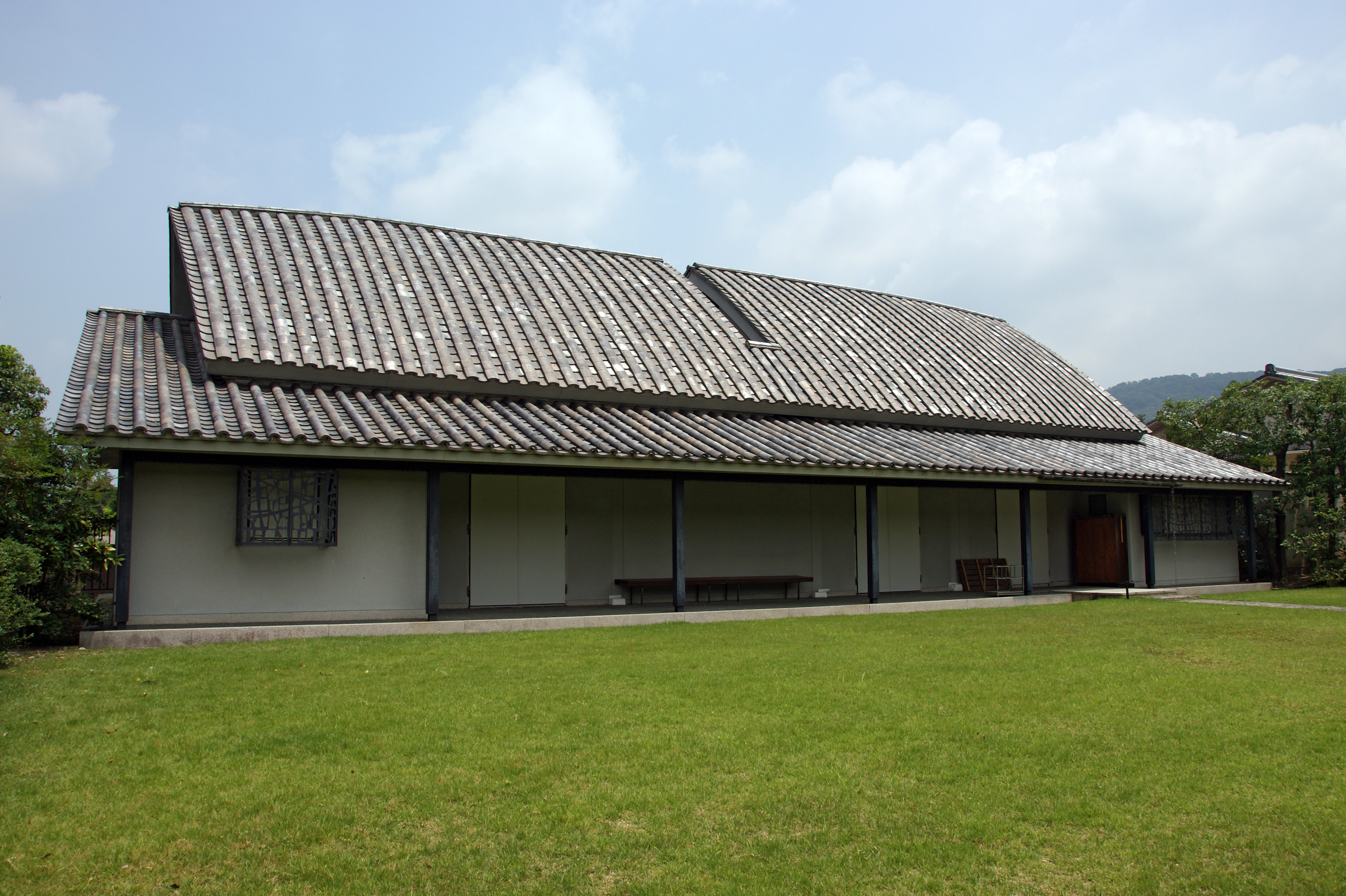
宁乐美术馆

## 交通
- 位置-奈良县奈良市水门町74
- 交通-奈良线近铁奈良站步行10分钟

## 周边
- 吉城园 （相邻）
- 入江泰吉旧居
- 奈良公园